# Léon Chesnay
Léon Chesnay, né le 22 mai 1869 à Moisy et mort le 8 mars 1962 en son domicile dans le 16e arrondissement de Paris, est un architecte, peintre et graveur au burin français.

## Biographie
Élève de Gustave Adolphe Gerhardt et de Gaston Redon à l’École des Beaux-Arts de Paris, dessinateur, il est nommé sous-inspecteur au Petit Palais à l'Exposition universelle de 1900, puis inspecteur du service d'architecture de la Banque de France. Il obtient une médaille de bronze au Salon des artistes français de 1928.
En 1941, il reçoit le prix Monbinne de l'Académie française.
Comme architecte, membre de la société La Cité Nouvelle, il est un des maîtres d’œuvre de la reconstruction de Verdun à partir de 1919. On lui doit aussi des immeubles d'habitation de style Art nouveau à Paris.